# Тюменская область
Тюме́нская о́бласть — субъект Российской Федерации, расположенный преимущественно в Западной Сибири. Входит в состав Уральского федерального округа, является частью Западно-Сибирского экономического района. Административный центр — город Тюмень.
Особенностью Тюменской области является то, что в её состав входят два других субъекта Российской Федерации: Ханты-Мансийский автономный округ — Югра и Ямало-Ненецкий автономный округ.
Территориально Тюменская область граничит на северо-западе с Архангельской областью и (одновременно) Ненецким автономным округом, на западе — с Республикой Коми, на юго-западе — со Свердловской и Курганской областями, на юге — с Северо-Казахстанской областью Казахстана, на юго-востоке — с Омской и Томской областями, на востоке и северо-востоке — с Красноярским краем; на севере омывается Карским морем.
Тюменская область является единственным регионом России, простирающимся (вместе с автономными округами) от морей Северного Ледовитого океана на севере и до государственной границы на юге.
Площадь области с автономными округами — 1 464 173 км2; собственно Тюменской области — 160 122 км2. Если рассматривать общую площадь, то область занимает 3-е место среди субъектов РФ, уступая лишь Якутии и Красноярскому краю, и является одной из крупнейших административно-территориальных единиц в мире (11-е место).
Вместе с автономными округами составляет крупнейший нефтегазоносный регион России и один из крупнейших таких регионов в мире. Бо́льшая часть российской нефти добывается в Югре, газа — на Ямале. Югра также занимает 2-е место по масштабу экономики в России и 3-е место в рейтинге социально-экономического положения регионов. Современное устройство области и автономных округов в её составе было закреплено в 1993 году; до этого автономные округа управлялись напрямую из Тюмени.

## Физико-географическая характеристика

### Географическое положение
Тюменская область (включая Ханты-Мансийский и Ямало-Ненецкий автономные округа) находится в западной части Западно-Сибирской равнины. Самая северная точка Тюменской области — остров Вилькицкого 73°30' с. ш. (самая северная материковая точка располагается на полуострове Ямал — мыс Скуратова 72°52' с. ш.), самая западная — у истоков реки Северной Сосьвы, (59°18' в. д.), крайняя восточная — в Нижневартовском районе у истока реки Вах (85°41' в. д.), крайняя южная — в Сладковском районе, на границе с Казахстаном (55°10' с. ш.). Общая протяжённость с севера на юг составляет 2100 км, а с востока на запад — 1400 км.
Область находится в природных зонах арктических пустынь, тундры, лесотундры (север и центр Ямало-Ненецкого АО), тайги (юг Ямало-Ненецкого АО, Ханты-Мансийский АО, север южной части Тюменской области), смешанных лесов и лесостепи (центр и юг южной части Тюменской области).
Площадь юга Тюменской области (без автономных округов) составляет 160 122 км².

### Часовой пояс
Область находится в часовой зоне МСК+2. Смещение применяемого времени относительно UTC составляет +5:00. Екатеринбургское время для большей части Тюменской области соответствует солнечному времени. Для западной части области, включая город Тюмень, время опережает на один час. Для восточной части ЯНАО время отстаёт на один час.

### Гидрография
По территории области протекает более 70 тысяч водотоков протяжённостью более 10 км, их суммарная длина составляет 584,4 тысяч км. Крупнейшие реки области — Обь (185 км³/год) и Иртыш (36,5 км³/год) — имеют судоходное значение. В области расположено примерно 70 тысяч озёр. На севере и в центральной части распространены термокарстовые и болотные озёра, на юге — бессточные солёные водоёмы в понижениях рельефа.

### Климат
Область имеет экстремальные природно-климатические условия на большей части территории — Ямало-Ненецкий автономный округ, Белоярский и Берёзовский районы Ханты-Мансийского автономного округа — Югра относятся к районам Крайнего Севера, а остальные районы и городские округа Ханты-Мансийского автономного округа и Уватский район приравнены к ним.
Климат арктический, субарктический на севере и умеренный — в центре и на юге. Средняя температура января колеблется от −15 °С в Тюмени до −47 °С на севере области. Продолжительность морозного периода составляет от 130 в Тюмени до 210 дней в году и более в районе тундры.

### Природные ресурсы

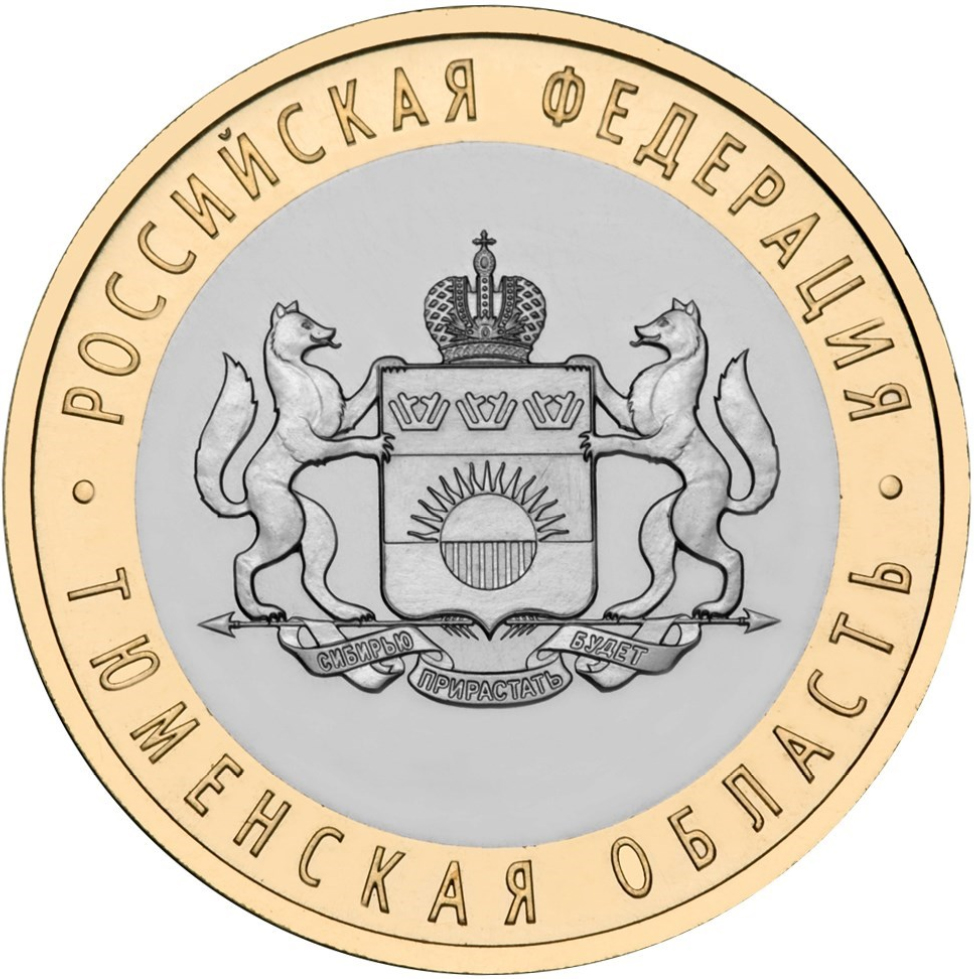
Памятная монета Банка России номиналом 10 рублей (2014)

В автономных округах сосредоточена основная часть запасов нефти и газа страны. Общий объём поисково-разведочного бурения превышает 45 млн м3. Добыча нефти сосредоточена в среднем Приобье. Газ добывается преимущественно в северных районах. Крупные месторождения нефти расположены в Югре: Самотлорское, Приобское, Фёдоровское, Мамонтовское, Красноленинское; газа — в ЯНАО: Уренгойское, Медвежье, Ямбургское. Глубина залегания — от 700 м до 4 км. Производится добыча торфа, сапропелей, кварцевых песков, известняков.
Рудные полезные ископаемые и драгоценные камни открыты на восточном склоне Приполярного и Полярного Урала (в частности, месторождения свинца, меди, хромитов).
Область богата запасами пресной воды, которые представлены крупными реками — Обь, Иртыш, Тобол, озёрами (650 тыс.) — Чёрное (224 км²), Большой Уват (179 км²) и др., подземными водами.
Большая часть территории (430 тыс. км²) покрыта лесами. По лесным ресурсам область занимает третье место в России после Красноярского края и Иркутской области. 
На юге Тюменской области находится около десятка горячих (37-50 °C) геотермальных источников, обладающих бальнеологическими свойствами. 

### Растительный и животный мир

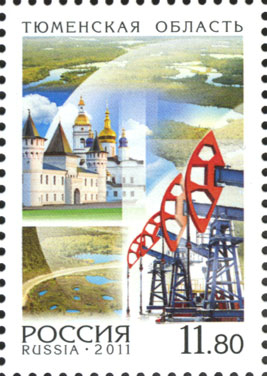
Почтовая марка России

Территория Тюменской области простирается в меридиональном направлении через всю Россию захватывая 8 природных зон и 13 зоогеографических районов, что и обуславливает флористическое и фаунистическое разнообразие области.
Из-за преобладания равнин на большей части Тюменской области в её пределах хорошо прослеживаются зональные изменения растительного покрова. На крайнем севере области, в зоне Арктической пустыни, растительность почти отсутствует, южнее её сменяет зона тундр с растительностью из лишайников, мхов, невысоких многолетних трав; из древесных растений встречаются кустарнички (водяника, клюква), кустарники (голубика, толокнянка), карликовые виды берёзы и ивы. За тундрой расположена узкая полоса лесотундры, где вместе с тундровой растительностью произрастают ель сибирская и берёза пушистая. Центральную, большую, часть Тюменской области занимает тайга, где в составе древостоя преобладают хвойные породы — сосна обыкновенная, сосна сибирская кедровая, ель обыкновенная, пихта сибирская. В южной части тайги развит подлесок из кустарников малины, шиповника, можжевельника, рябины, бузины. В подтайге основными древесными породами выступают берёза пушистая и берёза бородавчатая, занимающие 53 % площади земель лесного фонда Тюменской области. Крайний юг области находится в лесостепной зоне где преобладают берёзово-осиновые колки, заросли ивовых кустарников.
Лесной фонд составляет 12 млн га (120 тыс. км²), покрытая лесами площадь — 6,87 млн га (68 700 км²), запасы древесины — 961,3 млн м³.
В современной фауне Тюменской области насчитывается 95 видов млекопитающих, около 360 видов птиц, 6 видов пресмыкающихся, 8 видов земноводных, 93 вида рыб. Каждая природная зона имеет своих типичных представителей фауны. На севере области, в Арктической акватории, обитают гренландский кит, морж, белый медведь, морской заяц. В зоне тундр обитают песец, белая сова, белоклювая гагара. В лесотундре водятся заяц-беляк, ондатра, щёголь. В тайге обитают европейский бурый медведь, росомаха, европейский лось, обыкновенная рысь, соболь, лесная куница, обыкновенная белка, азиатский бурундук, глухарь, рябчик, филин, свиристель. На юге области, в лесостепи, водятся обыкновенная лисица, енотовидная собака, заяц-русак, обыкновенный ёж, водяная полёвка.

### Экология
В Красную книгу Тюменской области занесены 711 редких и находящихся под угрозой исчезновения видов. В списке особо охраняемых природных территорий юга области находятся 99 объектов, из них один международный и 3 федеральных.

## История
Заселение территории области началось в эпоху мезолита 10,4 тыс. л. н., о чём свидетельствует находка таранной (надпяточной) кости у деревни Байгара. Древнейшей из найденных в Северной Евразии является деревянная погребальная ладья из энеолитического могильника «Бузан-III» в Ингальской долине.
До 1704 года на древних картах встречается название «TUMEN» (1562 — Описание России, Московии и Тартарии. Автор англичанин Антонио Дженкинс), а также «Tarteres de Tumen» («Новейшая Генеральная карта всей Московской Империи» 1704 год) — название территории современной Тюменской области.
В 1708 году Тобольский разряд был упразднён, а Тобольск был назначен административным центром самой большой в России Сибирской губернии. В 1782 году из территории ликвидированной Тобольской провинции было образовано Тобольское наместничество, преобразованное в 1796 году в Тобольскую губернию. Тобольская губерния была переименована в Тюменскую 2 марта 1920 года.
3 ноября 1923 года Тюменская губерния была ликвидирована, вместо её уездов образованы округа, которые вошли в состав Уральской области. С января по декабрь 1934 года существовала Обско-Иртышская область с центром в Тюмени, территориально соответствовавшая современной Тюменской области, затем она была упразднена, а её территория включена в состав Омской области.
Тюменская область была образована 14 августа 1944 года путём выделения ряда районов из Омской и Курганской областей. Первым формальным руководителем (председателем исполкома областного Совета депутатов трудящихся) был Кузьма Фёдорович Кошелев.

## Население
Численность населения области по данным Росстата составляет 3 931 696 чел. (2025). Плотность населения — 2,69 чел./км2 (2025). Городское население — 
78,69 % (2022).
Население юга Тюменской области составляет 1 537 416 чел. (2020 г.).
Плотность населения юга Тюменской области составляет 9,60 чел/кв.км. (2020 г.).
Коренные народности — ненцы (в округах), ханты, манси (в округах), селькупы (в округах), сибирские татары и чалдоны в южной части области.
Согласно Всероссийской переписи населения 2010 года, национальный состав населения области (включая ХМАО-Югру и ЯНАО) был следующим (указаны национальности численностью более 10 000 человек):
| №  |                           | Численность населения, чел. (2010) | % от всего | % от указав- ших нацио- наль- ность |
| -- | ------------------------- | ---------------------------------- | ---------- | ----------------------------------- |
|    | всего                     | 3 395 755                          | 100,00 %   |                                     |
| 1  | Русские                   | 2 352 063                          | 69,26 %    | 73,32 %                             |
| 2  | Татары                    | 239 995                            | 7,07 %     | 7,48 %                              |
| 3  | Украинцы                  | 157 296                            | 4,63 %     | 4,90 %                              |
| 4  | Башкиры                   | 46 405                             | 1,37 %     | 1,45 %                              |
| 5  | Азербайджанцы             | 43 610                             | 1,28 %     | 1,36 %                              |
| 6  | Ненцы                     | 31 621                             | 0,93 %     | 0,99 %                              |
| 7  | Ханты                     | 29 277                             | 0,86 %     | 0,91 %                              |
| 8  | Чуваши                    | 25 690                             | 0,76 %     | 0,80 %                              |
| 9  | Белорусы                  | 25 648                             | 0,76 %     | 0,80 %                              |
| 10 | Немцы                     | 20 723                             | 0,61 %     | 0,65 %                              |
| 11 | Казахи                    | 19 146                             | 0,56 %     | 0,60 %                              |
| 12 | Уйгуры                    | 18 668                             | 0,55 %     | 0,58 %                              |
| 13 | Лезгины                   | 16 247                             | 0,48 %     | 0,51 %                              |
| 14 | Молдаване                 | 15 806                             | 0,47 %     | 0,49 %                              |
| 15 | Армяне                    | 15 542                             | 0,46 %     | 0,48 %                              |
| 16 | Узбеки                    | 14 743                             | 0,43 %     | 0,46 %                              |
| 17 | Таджики                   | 14 328                             | 0,42 %     | 0,45 %                              |
| 18 | Манси                     | 11 614                             | 0,34 %     | 0,36 %                              |
| 19 | Марийцы                   | 11 042                             | 0,33 %     | 0,34 %                              |
| 20 | Чеченцы                   | 10 502                             | 0,31 %     | 0,33 %                              |
|    | другие                    | 87 986                             | 2,59 %     | 2,74 %                              |
|    | указали национальность    | 3 207 952                          | 94,47 %    | 100,00 %                            |
|    | не указали национальность | 187 803                            | 5,53 %     |                                     |

## Власть
Исполнительную власть возглавляет губернатор, законодательную — Тюменская областная дума.

### Исполнительная власть
Срок полномочий губернатора — 5 лет. С 2005 до 2014 года кандидатура губернатора вносилась президентом Российской Федерации на рассмотрение Тюменской областной думы. С 1997 по 2001 и с 2014 года губернатор Тюменской области избирается населением всей Тюменской области, включая Ханты-Мансийский автономный округ и Ямало-Ненецкий автономный округ. Действующий губернатор — Моор Александр Викторович.
Высший исполнительный орган государственной власти — Правительство Тюменской области. Центральные исполнительные органы государственной власти — департаменты. Главой областного правительства является губернатор. Полномочия губернатора Тюменской области и правительства Тюменской области распространяются только на южную часть (собственно Тюменскую область). Губернаторы Ханты-Мансийского автономного округа — Югры и Ямало-Ненецкого автономного округа возглавляют систему органов исполнительной власти соответствующих автономных округов.

### Законодательная власть
Орган законодательной власти — Тюменская областная дума. Избирается сроком на 5 лет, количество депутатов составляет 48, из них половина избирается по одномандатным округам, другая половина — по партийным спискам. Председатель Думы — Сайфитдинов Фуат Ганеевич. Областная дума представлена депутатами от юга области, ХМАО—Югры и ЯНАО.

### Судебная власть
Судебную власть в области осуществляют Тюменский областной суд, Арбитражный суд Тюменской области, районные суды и мировые судьи. В ХМАО—Югре и ЯНАО имеются окружные суды.

## Административно-территориальное деление

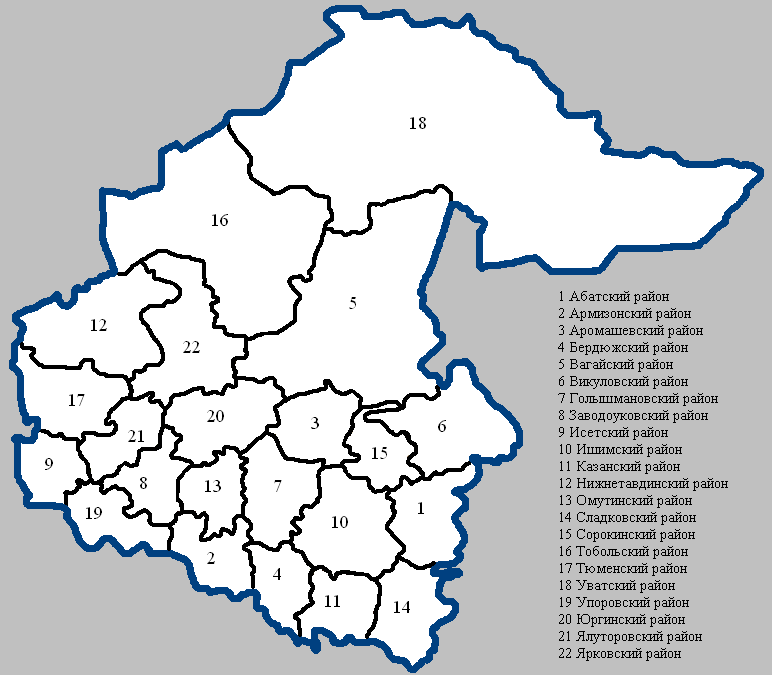
Районы Тюменской области (без автономных округов)

Согласно Закону «Об административно-территориальном устройстве Тюменской области», субъект РФ включает:
- Ханты-Мансийский автономный округ — Югра и Ямало-Ненецкий автономный округ (которые в свою очередь также являются равноправными субъектами Российской Федерации и которые самостоятельно решают вопросы административно-территориального устройства на своей территории);
- административно-территориальные образования области (без учёта автономных округов):
  - 5 городов (областного значения);
  - 22 района, в том числе:
    - 292 сельских округа.

В рамках муниципального устройства области, в границах административно-территориальных образований области были образованы 302 муниципальных образования (без учёта автономных округов):
- 6 городских округов,
- 20 муниципальных районов,
  - 276 сельских поселений.

Населённые пункты
Населённые пункты с численностью населения более 20 000 человек (включая автономные округа)
| Тюмень         | ↗872 077 |
| Сургут         | ↗420 347 |
| Нижневартовск  | ↗283 256 |
| Нефтеюганск    | ↗126 690 |
| Ханты-Мансийск | ↗113 663 |
| Новый Уренгой  | ↗106 890 |
| Ноябрьск       | ↗102 938 |
| Тобольск       | ↘99 454  |
| Ишим           | ↘67 345  |
| Когалым        | ↘61 441  |

| Нягань     | ↗63 034 |
| Мегион     | ↗52 887 |
| Надым      | ↘45 229 |
| Салехард   | ↗49 486 |
| Радужный   | ↘43 577 |
| Лангепас   | ↘42 701 |
| Пыть-Ях    | ↗40 180 |
| Урай       | ↗41 315 |
| Лянтор     | ↘40 977 |
| Ялуторовск | ↘38 824 |

| Югорск       | ↗38 238 |
| Муравленко   | ↗29 306 |
| Советский    | ↗31 138 |
| Лабытнанги   | ↗25 969 |
| Губкинский   | ↗33 869 |
| Пойковский   | ↘24 440 |
| Заводоуковск | ↗27 100 |
| Фёдоровский  | ↗23 614 |
| Тарко-Сале   | ↗19 932 |
| Белоярский   | ↗19 994 |

 Жирным шрифтом выделены населённые пункты на территории собственно Тюменской области (вне автономных округов)

## Экономика

### Лесное хозяйство
На территории Тюменской области покрытые лесом лесные участки занимают 6,9 млн га, из них 37 % представлены ценными хвойными породами, 63 % — мягколиственными.
Запасы древесины в лесах составляют около 1 млрд м³. Потенциально возможный ежегодный объём заготовки древесины (расчётная лесосека) определён в размере 16,45 млн м³, в том числе по хвойному хозяйству — 3,15 млн м³. Ежегодные общие объёмы заготовки древесины составляют 15-20 % от расчётной лесосеки (по хвойным породам — около 30 %). В регионе действует ряд крупных промышленных предприятий. 

### Промышленность
По объёму промышленной продукции Тюменская область с автономными округами занимает 1-е место в России. Основной отраслью является топливная промышленность, на долю которой приходится 86,4 % объёма промышленного производства. 

#### Добывающая промышленность
Добыча полезных ископаемых на протяжении последних лет составляет порядка 15% от ВВП Тюменской области.
В Тюменской области добываются три группы полезных ископаемых: углеводороды (нефть и газ), нерудные полезные ископаемые (пески, глины, супеси), а также применяемые в агрохимии торф и сапропель.
Значительная часть нефти (64 %) и газа (91 %) страны добывается в Югре и на Ямале. За 2003 год добыто 283 млн тонн нефти и газового конденсата, 564 млрд м³ природного газа.

#### Обрабатывающая промышленность
Переработка углеводородного сырья осуществляется заводами в г. Губкинском, Муравленко (ЯНАО), Сургуте (ХМАО—Югра); Белозерским и Южно-Балыкским ГПЗ. В Тобольске расположено крупнейшее в России предприятие нефтехимической промышленности — Тобольский нефтехимический комбинат, ликвидирован в 2004 году через процедуру банкротства. В его состав входило несколько мощных производств по переработке нефти и газа. В Тюмени — Антипинский нефтеперерабатывающий завод. ЗАО «Антипинский НПЗ», кредитор решил его обанкротить. Коэффициент специализации (душевого производства) по нефти — 30, по газу — 41. Имеющиеся в Тюменской области запасы нефти и газа создали предпосылки для развития не только мощной нефтегазовой промышленности, но и определяют развитие других отраслей.
Основная направленность предприятий машиностроения (3,6 %): нефтепромысловое, геологоразведочное, нефтеперерабатывающее оборудование, тракторные прицепы, деревообрабатывающие станки. Главные предприятия машиностроения:
- Тюменский аккумуляторный завод (действующее, прибыльное предприятие)
- Тюменские моторостроители (действующее, прибыльное предприятие)
- АО «ГМС НЕФТЕМАШ» (действующее, прибыльное предприятие)
- Тюменский судостроительный завод — выпускает грузовые теплоходы, баржи, танкеры и другие суда. (В 2011 году продан девелоперской компании под застройку коммерческой недвижимостью[29])

В химической и нефтехимической промышленности осуществляется выпуск бутадиена, синтетических смол, полиэтиленовых труб. 
Лесохимический комплекс представлен в основном лесозаготовительной и деревообрабатывающей отраслями промышленности. 
Пищевая промышленность представлена более 388 предприятиями. Производятся хлебобулочные, мучные и кондитерские изделия, мясо, колбасы, молочные продукты. Крупнейшими и ведущими предприятиями в хлебопекарной области являются «Хлебокомбинат «Абсолют» и «Тюменский хлебокомбинат», в молочной — «Золотые луга» и «Молочный Завод Абсолют», в мясной отрасли — «Мясокомбинат Ялуторовский» и «Ишимский мясокомбинат», а в кондитерской — «Фабрика Печенья», «Кондитерская фабрика «Кураж» и «Кондитерская фабрика «Квартет». Также, в регионе производятся алкогольные и безалкогольные напитки. Производителями напитков в регионе являются «Безалкогольные напитки», «Уральские напитки», «Бенат» и «Ишимский винно-водочный завод»

### Сельское хозяйство
По состоянию на 2020 год в Тюменской области в расчёте на душу населения производится на 21 % больше продукции сельского хозяйства, чем в среднем по России. Среди регионов УФО Тюменская область занимает первое место по производству молока и яиц в расчёте на душу населения, второе место — по производству мяса (в живом весе) на душу населения, первое место по урожайности картофеля и овощей открытого грунта, второе место по урожайности зерновых и зернобобовых культур.
По природно-климатическим условиям Тюменская область относится к Западно-Сибирскому (10) региону, однако 90 % территории отнесено к районам Крайнего Севера или приравнено к ним. Лишь 3 % территории области занимают сельскохозяйственные угодья. Более благоприятные климатические условия юга позволяют выращивать семечковые и косточковые, малину, крыжовник, виноград, помидоры, огурцы, зерно, подсолнечник, лён, картофель, овощи, грубые и сочные корма, наличие больших площадей сенокосов и пастбищ создаёт благоприятные условия для молочно-мясного животноводства. Здесь производится около 80 % сельскохозяйственной продукции области. Сельскохозяйственные организации автономных округов специализируются на производстве молока, яиц, овощей защищённого грунта. Развиты традиционные для коренных народов Севера промыслы — оленеводство и рыболовство.

#### Животноводство
На 1 января 2021 года поголовье крупного рогатого скота в хозяйствах всех категорий составляет 257,2 тыс. (260,3 тыс. на 01.01.2020) голов (преимущественно симментальской породы), из них коров 104,7 тыс. (106,5 тыс.) голов, свиней 315,2 тыс.(315 тыс.) голов, овцы и козы 142,3 тыс. (145,8 тыс.) голов, птица 9853.5 тыс. (9822.2 тыс.) голов.
За 2019 год произведено в хозяйствах всех категорий скот и птица на убой (в убойном весе) 136,2 тыс. тонн (+5,0 тыс. тонн), яйца 1633,5 млн штук (+3,7 %).
Надой молока на одну корову в 2019 году в сельскохозяйственных организациях 7239 кг (+410 кг)
В 2020 году произведено молока Тюменская область (без авт. округов) 564 тыс. тонн (+1,2 %), Югра — 30,7 тыс. тонн (+5,9 %), ЯНАО — 2,5 тыс. тонн (+4,5 %).

#### Растениеводство
В 2022 году валовой сбор зерновых и зернобобовых более 2 млн тонн, при урожайности 29 ц/га. В Исетском районе кубанская урожайность — 39 ц/га. Технических культур собрали 58 тысяч тонн при средней урожайности 17 ц/га. Овощей открытого грунта собрали 55,3 тысячи тонн, средняя урожайность составила 522 ц/га. Урожай картофеля 234 тыс. тонн, урожайность 291 ц/га. Нынешний год также стал рекордным по сбору картофеля, овощей, гороха, но некоторые культуры — в частности, ячмень — не дали большого урожая
На 16 октября 2020 года валовой сбор зерновых составил 1,437 млн тонн при урожайности 21,1 ц/га. Посевные площади в области в 2020 году составили более 1 млн га, в том числе, площадь возделывания зерновых и зернобобовых культур — 680 тыс. га. Валовой сбор зерна в регионе в 2019 году достиг 1,616 млн тонн.
Если правильно подобрать сорт любой сельскохозяйственной культуры, рост урожайности может составлять до 200 %. Поэтому большое значение играет селекция. Так гибрид озимой пшеницы и ржи, озимая тритикале «Башкирская-3» показала в 2017 году урожайность в Тюменской области 87 ц/га. В Салехарде прижились два сорта картофеля — «Гала» и «Легенда», после появления всходов их урожай можно собирать уже через два месяца — то, что нужно в условиях арктического климата.
| тыс. гектар | 1775 | 1634,3 | 1296,8 | 1181,9 | 990 | 1091,2 | 1102,7 |

Рыбоводство
За 2020 год выращено 3 тысячи 500 тонн (+91 тонна) рыбы.
В частности, в регионе вырастили 866 тонны сиговых рыб, в том числе 762 тонны пеляди, 812 тонн карпа, 435 тонн щуки. В 2020 году впервые 1381 тонна бестера (гибрид белуги и стерляди) и радужной форели.
В 2022 году муксуном, нельмой и чиром пополнятся реки Тюменской области, более 80,0 млн мальков будет выпущено в водоёмы. Помимо воспроизводства ценных пород рыб, в конце 2021 года с целью увеличения популяции речной пеляди заложено на инкубацию около 70,0 млн икринок.

### Энергетика
Значительное развитие в области получила электроэнергетика — 7,2 %. Самые мощные ГРЭС расположены в Югре — Сургутские ГРЭС-1 (3280 МВт) и ГРЭС-2 (5600 МВт), которые являются одними из самых мощных в мире, а также Нижневартовская ГРЭС (2031 МВт), они работают на попутном газе и обеспечивают электроэнергией нефтегазовый комплекс Югры. Основными электростанциями на юге области являются Тюменская ТЭЦ-1 и ТЭЦ-2, а также Тобольская ТЭЦ.
Одной из крупнейших энергосбытовых компаний на территории Тюменской области являлось «Тюменьэнергосбыт» (прекратило своё существование) — филиал ОАО «ЭК „Восток“» (находится в процедуре реорганизации). Действующий гарантированный поставщик электроэнергии — Газпром энергосбыт.
По состоянию на конец 2018 года, на территории Тюменской области (без учёта ХМАО—Югры и ЯНАО) эксплуатировались 6 электростанций общей мощностью 2146,9 МВт, подключённых к единой энергосистеме России, в том числе 3 крупные тепловые электростанции и 3 небольшие электростанции промышленных предприятий. В 2018 году они произвели 10 901,1 млн кВт·ч электроэнергии.

## Транспорт
Железнодорожные линии
Общая длина железных дорог составляет 877 км (2014).
Основными железнодорожными путями являются:
- Транссибирская магистраль (имеется в виду участок Тюмень — Омск)
- Тюмень — Тобольск — Сургут — Новый Уренгой — Надым

Автомобильные дороги
Общая длина автодорог, имеющих твёрдое покрытие, — 13 300 км.
Важнейшими трассами являются:
- Екатеринбург — Тюмень — Ишим — Омск
- Тюмень — Курган
- Тюмень — Ханты-Мансийск — Сургут — Новый Уренгой — Надым

Воздушный транспорт
Во всей области (без учёта автономных округов) находятся три аэропорта Рощино и Плеханово находятся в Тюмени и Ремезов находится в Тобольске
Водный транспорт
Протяжённость водных путей составляет около 2000 км. Крупнейшие порты расположены в Тюмени и Тобольске.
Действуют «Обь-Иртышское речное пароходство» и «Речное пароходство Нефтегаза»
Основные реки: Иртыш, Обь, Тобол, Тура, Ишим, Сосьва

## Образование
В Тюменской области в 2017 году действовало 8 вузов, включая два духовных и один военный, и 6 филиалов вузов других субъектов федерации.

## Культура

### СМИ
По данным компании «Медиалогия», ТОП-15 самых цитируемых СМИ Тюменской области за 2023 год выглядит следующим образом:
| Место | Название                      | Категория       | Индекс цитируемости |
| ----- | ----------------------------- | --------------- | ------------------- |
| 1     | 72.ru                         | Интернет        | 540,96              |
| 2     | Тюменская линия               | Информагентство | 368,54              |
| 3     | t.Rbc.Ru                      | Интернет        | 294,40              |
| 4     | Тюменская область сегодня     | Газета          | 284,05              |
| 5     | Вслух.ру                      | Интернет        | 276,48              |
| 6     | Megatyumen.ru                 | Интернет        | 264,50              |
| 7     | Наш Город РУ                  | Интернет        | 154,66              |
| 8     | Комсомольская правда — Тюмень | Газета          | 152,76              |
| 9     | tmn.aif.ru                    | Интернет        | 98,28               |
| 10    | Тюменское время               | ТВ              | 68,66               |
| 11    | АиФ — Западная Сибирь         | Газета          | 68,16               |
| 12    | moi-portal.ru                 | Интернет        | 40,18               |
| 13    | ГТРК Регион-Тюмень            | ТВ              | 19,94               |
| 14    | tmn.sm.news                   | Интернет        | 16,60               |
| 15    | Тюменский курьер              | Газета          | 10,43               |

«Аргументы и факты» представлены в этом рейтинге дважды, на 9-й и 11-й позициях.

### Религии
Большинство верующих — православные. Зарегистрировано (2015) 76 православных религиозных организаций, принадлежащих к Тобольской митрополии Русской Православной Церкви (епархия основана в 1620 как Сибирская, возрождена в 1990 как Тобольская и Тюменская епархия, в 2011 из её состава выделили Ханты-Мансийскую и Салехардскую епархии, в 2013 разделена на Тобольскую и Ишимскую епархии, образовавшие митрополию; действует Тобольская духовная семинария), среди которых четыре монастыря (два мужских, два женских).
Зарегистрировано также 75 мусульманских организаций, 38 протестантских организаций различных направлений (10 — пятидесятники, 8 — евангельские христиане, 5 — баптисты, 3 — адвентисты седьмого дня, по 1 — лютеране, пресвитериане, методисты), 5 католических, по 2 иудаистских и старообрядческих, 2 организации Новоапостольской церкви, по 1 — у церкви Христа святых последних дней и Международного общества сознания Кришны.
Коренное население в лице сибирских татар исповедует ислам суннитского толка.

## Награды
- Орден Ленина (9 июня 1967 года)[49].